# Rachid Sabbagh
Pour les articles homonymes, voir Sabbagh.
Rachid Sabbagh (arabe : رشيد الصباغ) est un magistrat tunisien, ministre de la Défense nationale dans le gouvernement Ali Larayedh.

## Biographie

### Études
Rachid Sabbagh effectue ses études primaires en français puis continue sa scolarité à l'université Zitouna. Spécialiste en jurisprudence islamique, il devient juge à l'âge de 23 ans.

### Carrière de magistrat
Sous la présidence de Habib Bourguiba, il est membre du Conseil supérieur islamique ainsi que chef de cabinet des ministres de la Justice Mohamed Bellalouna et Slaheddine Baly. Il est également pendant un temps président de la Cour de cassation.

### Rôle depuis la révolution de 2011
En 2011, il rejoint le gouvernement transitoire de Béji Caïd Essebsi en tant que président du Conseil supérieur islamique.
En 2013, il devient ministre de la Défense nationale dans le gouvernement Ali Larayedh ; il fait partie des technocrates indépendants sollicités pour diriger plusieurs ministères régaliens, demande auparavant insatisfaite et qui avait entraîné la chute du gouvernement Hamadi Jebali.